# 水痘带状疱疹病毒
水痘带状疱疹病毒（Human alphaherpesvirus 3）是已知的九种可感染人类的疱疹病毒之一。這種病毒會引發水痘以及带状疱疹。该病毒可以在外部环境（人體之外的環境）中存活几个小时。 水痘带状疱疹病毒可以在扁桃体中繁殖。